# Tieling (cheval)
Pour l’article homonyme, voir Tieling.
Le Tieling, ou trait Tieling (chinois simplifié : 铁岭挽马 ; chinois traditionnel : 鐵嶺挽馬 ; pinyin : Tiělǐng wǎn mǎ), est une race chevaline de trait originaire de la région du même nom, dans la province de Liaoning en Chine. Ce cheval a été développé au haras de Tieling pour répondre aux besoins agricoles locaux, à partir de croisements entre des Anglo-normands, des Percherons et des Ardennais. D'une taille moyenne de 1,55 m, le Tieling est un cheval de traction endurant et volontaire. 

## Histoire
La race a été développée à partir de croisements pratiqués dans l'unique haras de Tieling, situé à Jiao dans la province de Liaoning, au Nord de la ville de Shen-Yang. La région est une terre d'agriculture où l'on fait pousser le maïs, le sorghum, diverses plante à huile et le riz. Il y a donc une forte demande en chevaux puissants, et toute la nourriture nécessaire à leur entretien. Le climat tempéré et humide la rend assez propice à l'élevage. En 1949, le haras local compte 44 juments issues de divers croisements à base de cheval mongol, d'Anglo-normand et d'Anglo-arabe. Les chevaux détenus sont des animaux sans race, de qualité très diverse. Après 1951, des croisements sont généralisés entre des Anglo-normands et des Percherons. La progéniture femelle est ensuite croisée à son tour avec des Ardennais. 

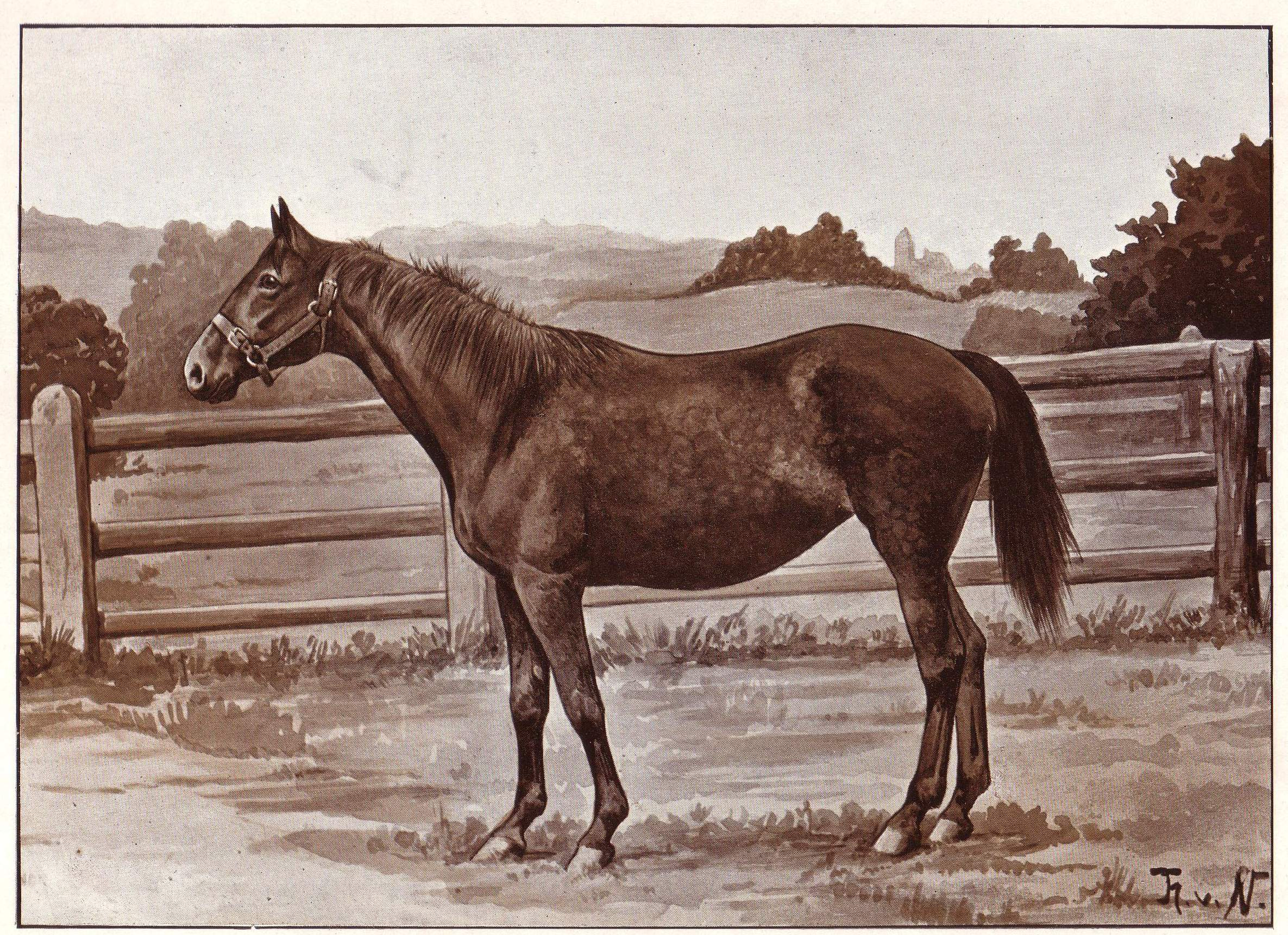
Anglo-normand
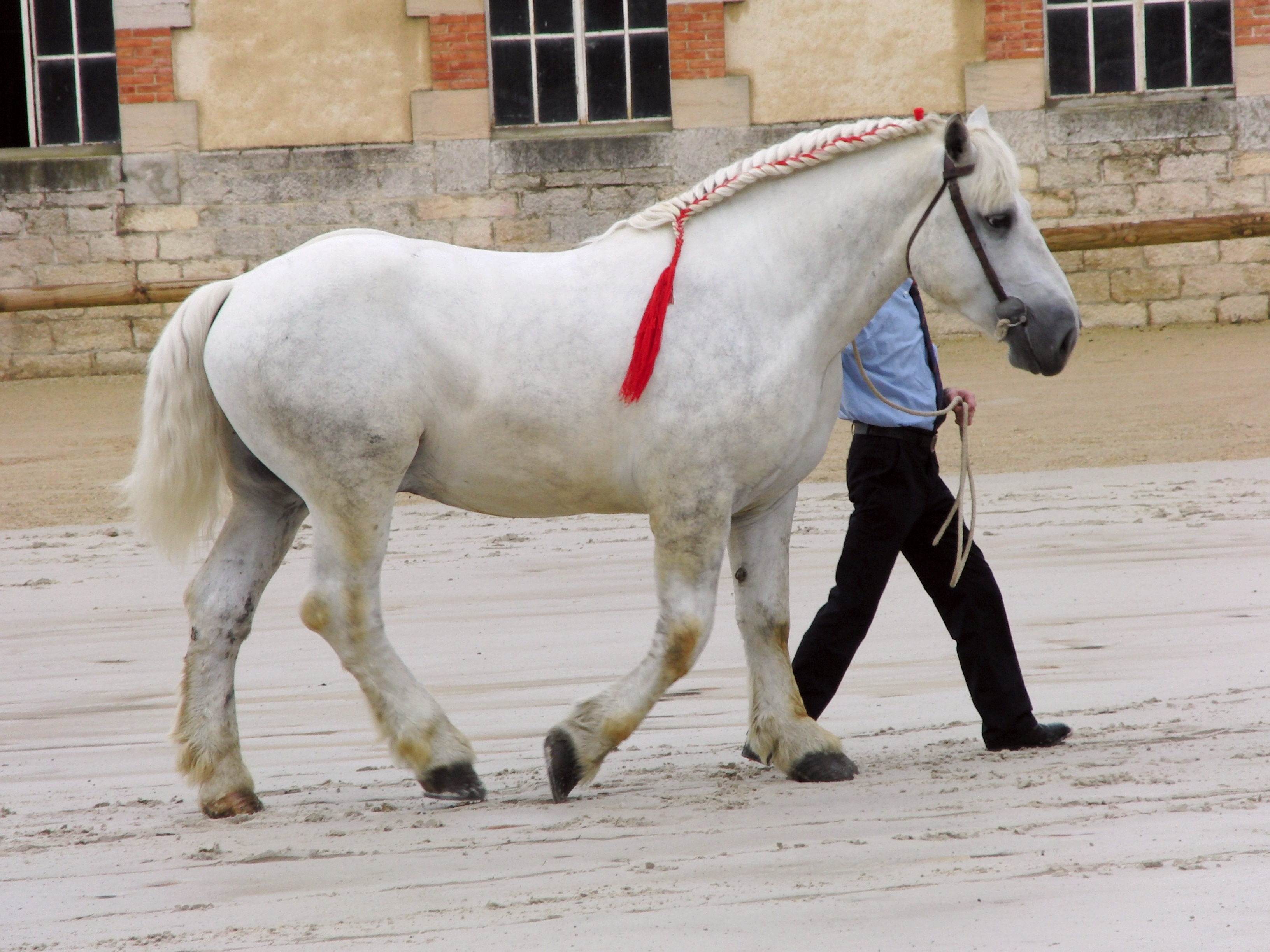
Percheron
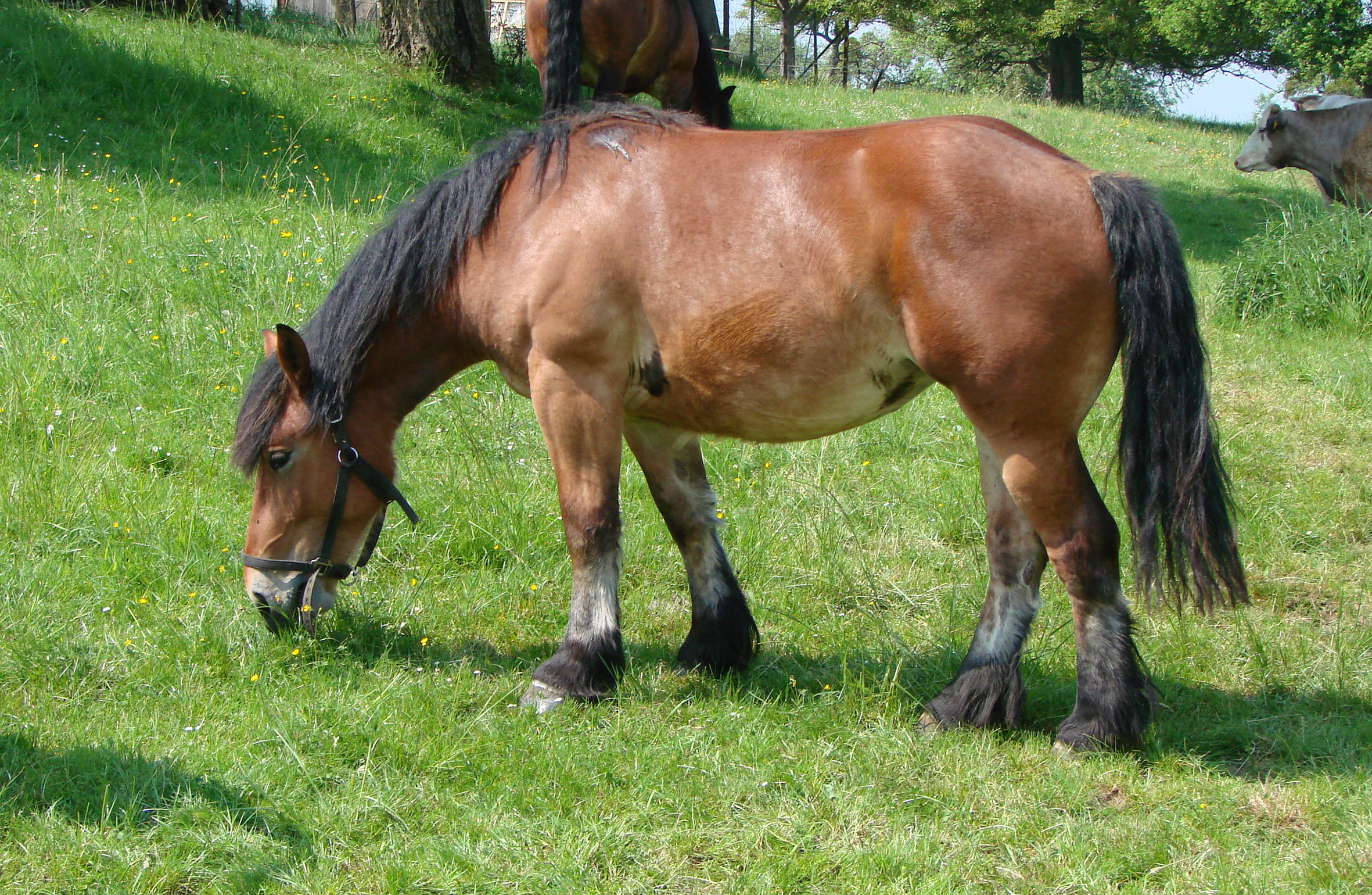
Ardennais

Puis, cette seconde génération est croisée entre elle. Pour prévenir la consanguinité, les zootechniciens chinois font appel au trait soviétique, au Jinzhou et au trotteur Orlov. On estime toutefois que c'est l'Ardennais qui a l'influence la plus importante sur la race Tieling. En 1991, la création de la race Tieling est considérée comme une réalisation scientifique chinoise majeure. La race est cependant considérée comme étant toujours en formation, des imperfections étant visibles chez certains sujets.

## Description
La taille moyenne est de 1,54 m pour les femelles et 1,56 m pour les mâles, le poids moyen respectif étant de 604 et 630 kg. Le Tieling est un cheval de traction, capable de tirer 80 % de son propre poids. Bien qu'il s'agisse d'une race de trait solide, elle montre aussi un certain raffinement. La tête est de taille moyenne, avec un profil rectiligne, un front large, des mâchoires larges et des oreilles droites, pointant vers l'avant. L'encolure est assez longue et épaisse, la poitrine profonde et bien développée. Les jambes sont musclées, avec des articulations solides et bien visibles. Elles sont dépoiurvues de fanons, et se terminent par des pieds solides. Le Tieling se montre endurant et plein de bonne volonté.
La robe est généralement le bai ou le noir, plus rarement l'alezan,.

## Utilisations
Ce cheval est destiné en premier lieu à la traction, en particulier agricole. Il sert aussi à améliorer d'autres races chinoises.

## Diffusion de l'élevage
C'est une race considérée comme peu commune et comme développée, c'est-à-dire créée en Chine à partir de différents croisements avec des races de chevaux d'origine étrangère. En 1982, l'effectif répertorié par la FAO est de seulement 120 chevaux, avec une tendance à la baisse. Le faible pool génétique de base est dangereux pour la race, un accroissement de sa population est nécessaire pour la préserver. Une évaluation des 60 races animales domestiques menacées issues des régions minières de la Chine a permis de le comptabiliser comme étant en risque d'extinction dans les années 1990,. D'après l'évaluation de la FAO réalisée en 2007, ce cheval est en danger critique d'extinction (statut « C »), de même que selon l'étude de l'université d'Uppsala menée pour la FAO (2010), qui le répertorie comme race asiatique locale en danger critique d'extinction.